# Марта Добецька
Марта Добецька (пол. Marta Dobecka; нар. 9 травня 1985, Високе-Мазовецьке, ПНР) — польська акторка кіно та театру.

## Біографія
Марта Добецька народилася 9 травня 1985 року. Закінчила Театральну академію імені Александра Зельверовича (2008).

## Телебачення
- 2XL (2013)
- Готель 52 (2010)